# موریس اشر
موریس کسانشل اشر (به هلندی: Maurits Cornelis Escher به تلفظ هلندی: ‎/ˈɛʃər/‎ Dutch: [ˈmʌurɪts kɔrˈne:lɪs ˈɛʃər]؛ (۱۷ ژوئن ۱۸۹۸ – ۲۷ مارس ۱۹۷۲) معروف به موریس اشر (به انگلیسی: M. C. Escher) یک هنرمند گرافیک اهل هلند بود که آثار شگرفی از حکاکی روی چوب، چاپ سنگی و قلم زنی سایه روشن را خلق کرد که از محاسبات ریاضی الهام گرفته‌اند.
آثار اولیه او از طبیعت الهام می‌گرفت، مطالعه حشرات، مناظر، و گیاهان مانند گلسنگ‌ها نظر اشر را به خود جلب می‌کرد، و او این عناصر را به عنوان جزئیات در آثار خود مورد استفاده قرار می‌داد. اولین اثر هنری او، در سال ۱۹۲۲ تکمیل شد که شامل سر انسانی است که به هشت ردیف تقسیم شده‌است. بعدها در حدود ۱۹۲۴، او اقدام به طراحی مناظر ارگانیک کرد و از ترسیمهای منظم و هندسی دست کشید. او به ایتالیا و اسپانیا سفر کرد و به طراحی ساختمان‌ها و مناظر شهری از جمله معماری و کاشی‌کاری‌های الحمرا و مسجد جامع قرطبه در کوردوبا پرداخت، و رفته رفته به ساختار ریاضی بیشتر علاقه‌مند شد.
او به خاطر آثار ملهم از ریاضی خود در جهان مشهور است. هنر اشر نزد دانشمندان و ریاضیدانان، و همچنین در میان مردم عادی به خوبی شناخته شده‌است. افزون بر اینکه آثار او در انواع مقالات فنی استفاده می‌شود، کارهایش بر روی جلد بسیاری از کتاب‌ها و آلبوم‌ها نقش بسته‌است. او یکی از منابع الهام عمده داگلاس هافستادر در نگارش کتاب «گودل، اشر، باخ» در سال ۱۹۷۹ بود.
از مشهورترین آثار او «دستان طراح»، «خزندگان»، «ستاره‌ها»، «نسبیت»، «آبشار»، «دست با بازتاب کره»  هستند. موزه اشر در لاهه در بردارنده برخی از آثار اوست.

## شیوه
ویژگی کارهای او استفاده از اشکال و عملیات ریاضی است از جمله اشیاء غیرممکن، اکتشاف بی‌نهایت، انعکاس، تقارن، ژرفانمایی، بریدن یا امتداد اضلاع و زوایای چندوجهیها، هندسه هذلولی، موزائیک‌کاری و مانند آن‌ها. اگر چه اشر را فاقد دانش ریاضی می‌دانند اما او با ریاضیدانانی چون جورج پولیا، راجر پنروز، و هارولد کوکستر تعامل داشت و مقالات ریاضی ایشان و همچنین نوشته‌های بلورنگار معروف فردریش هاگ را می‌خواند و به این وسیله تحقیقات خود در مورد موزائیک‌کاری را توسعه می‌داد.
این هنرمند می‌توانست با نقاشی‌های خود سازه‌هایی ترسیم نماید که به نظر غیرممکن می‌رسیدند و به نوعی مفهوم بی‌نهایت را تداعی می‌کردند. مفهوم دیگری که در نقاشیهای این گرافیست زیاد به چشم می‌خورد، مفهوم دگردیسی و تبدیل و تناسخ یک موجود به موجودی دیگر در زنجیره‌ای بی‌انتهاست.

## تفسیر نقاشی پله
این نقاشی جهانی را به تصویر می کشد که در آن قوانین طبیعی گرانش اعمال نمی شود. 
بنظر می رسد ساختار معماری مرکز یک جامعه ایدئلی باشد ، بیشتر ساکنان آن به طور عادی به دنبال کارهای عادی خود مانند غذا خوردن می روند. 
پنجره ها و درهای ورودی وجود دارد که منجر به تنظیمات بیرونی پارک مانند می شود. 
همه این چهره ها لباس یکسانی دارند و دارای سرهایی به شکل لامپ هستند. 
شخصیت های یکسانی از این دست را می توان در بسیاری دیگر از آثار اشر یافت.
در دنیای نسبیت ، سه منبع جاذبه وجود دارد که هر یک نسبت به دو منبع دیگر متعامد هستند. 
هر ساکن در یکی از چاه های جاذبه زندگی می کند ، جایی که قوانین فیزیکی عادی اعمال می شود. 
شانزده شخصیت وجود دارد که بین هر منبع جاذبه گسترش یافته است ، شش در یک و پنج در هر دو منبع دیگر. 
سردرگمی آشکار چاپ سنگ چاپ از این واقعیت ناشی می شود که سه منبع ثقل در یک فضا به تصویر کشیده شده اند.
این سازه هفت راه پله دارد و از هر پلکان می توان برای افرادی که به دو منبع جاذبه متفاوت تعلق دارند استفاده کرد. 
این پدیده های جالبی ایجاد می کند ، مانند در پله های بالایی ، که در آن دو ساکن از یک پله در یک جهت و در یک طرف استفاده می کنند ، اما هر یک از چهره های مختلف هر پله را استفاده می کنند. 
بنابراین ، یکی از پله ها پایین می آید در حالی که دیگری از آن بالا می رود ، حتی در حالی که تقریباً در کنار هم حرکت می کند. 
در سایر پله ها ، ساکنان به صورت وارونه از پله ها در حال بالا رفتن تصویر شده اند ، اما بر اساس منبع ثقل خود ، آنها به طور عادی در حال بالا رفتن هستند.
هر سه پارک مربوط به یکی از چاه های ثقل است. 
به نظر می رسد همه درها به جز یکی به زیرزمین های زیر پارک منتهی می شود. 
از آنجا که از نظر جسمی امکان پذیر است ، چنین زیرزمین هایی مطمئناً غیرمعمول هستند و به تأثیر سورئال تصویر می افزایند.
این یکی از محبوب ترین آثار اشر است که به روش های مختلفی مورد استفاده قرار گرفته است.

## زندگی
موریس اشر در ۱۷ ژوئن ۱۸۹۸ در لیوواردن مرکز ایالت فریسلاند در بخش شمالی هلند پا به دنیا نهاد. او کوچکترین پسر جورج موریس مهندس عمران بود و موریس از همسر دوم پدرش به دنیا آمد. خانواده او در ۱۹۰۳ به آرنهم نقل مکان کردند و موریس دورهٔ دبستان و دبیرستان و بیشتر جوانیش را تا سال ۱۹۱۸ در آنجا گذراند. دوستان و خانواده موریس او را ماک (Mauk) صدا می‌کردند. او در دوران کودکی رنجور بود و از بیماری‌هایی رنج می‌برد. در هفت سالگی در یک بیمارستان تخصصی بستری بود و نتوانست سال دوم دبستان را با موفقیت تمام کند. اگرچه نمرات درسی او به‌طور کلی ضعیف بود اما در زمینه نقاشی دارای استعداد ویژه‌ای بود و تا سیزده سالگی به نجاری و فراگیری پیانو می‌پرداخت و در دوره‌های کوتاهی به مطالعه معماری روی آورد.
وی از سال ۱۹۱۹ تا ۱۹۲۲ تحت نظر ساموئل جسورن د موسکویتا در هارلم هلند به تحصیل در رشتهٔ گرافیک پرداخت. اشر پس از پایان تحصیلاتش در این رشته، به دفعات به خصوص به ایتالیا مسافرت کرد و از ۱۹۲۳ تا ۱۹۳۵ در رم اقامت داشت. ظهور فاشیسم در این دوران، زندگی را در رم برای او بیشتر و بیشتر غیرقابل تحمل می‌ساخت، بنابراین در ژوئیه ۱۹۳۵ به شاتوداوراکس در سوئیس رفت. از ماه مه تا ژوئن ۱۹۳۶، او آخرین سفر مطالعاتی خود را که از سواحل ایتالیا تا اسپانیا بود با کشتی اقیانوس‌پیما اجرا نمود. در این سفر از روی معرقهای کاخ الحمرا و مسجد جامع قرطبه در کوردوبا به کپی‌برداری پرداخت. در ۱۹۳۷ به اوکل که نزدیک بروکسل بود رفت و در سال ۱۹۴۱ از آنجا به هلند برگشت تا در بارن اقامت گزیند. موریس اشر در ۱۹۷۰ به لارن در شمال هلند رفت و در ۲۷ مارس ۱۹۷۲ درگذشت.

## نگارخانه

نقاشی موریس اشر از خودش
آخرین اثر اشر، مارها، ۱۹۶۹
حرکت دائمی با مثلث پنروز: آبشار، ۱۹۶۱
دستان طراح ۱۹۴۸
موزاییک کاری هذلولوی: دایره محدود III، سال ۱۹۵۹